# Konklaven (film)
Konklaven (engelska: Conclave) är en amerikansk-brittisk thriller- och dramafilm från 2024. Filmen är regisserad av Edward Berger, efter ett manus skrivet av Peter Straughan och Robert Harris, baserat på Harris roman från 2016 med samma namn.
Filmen premiärvisades på Telluride Film Festival den 30 augusti 2024 och hade biopremiär i Sverige den 20 december samma år.  Vid Oscarsgalan 2025 vann filmen en Oscar för bästa manus efter förlaga.

## Handling
Filmen kretsar kring processen att välja en ny påve. Efter att påven oväntat avlidit får kardinal Lawrence i uppdrag att leda den processen. När Katolska kyrkans mäktigaste ledare har samlats och är inspärrade i Vatikanen upptäcker Lawrence hemligheter som kan skaka kyrkans grundvalar.

## Rollista (i urval)
| Skådespelare        | Roll                        | Funktion                           | Kommentar |
| ------------------- | --------------------------- | ---------------------------------- | --- |
| Ralph Fiennes       | Kardinal Thomas Lawrence    | kardinalelektor, påvlig tjänsteman | Brittisk kardinal och kardinalkollegiets dekan, som därmed leder konklaven.                                                                    |
| Stanley Tucci       | Kardinal Aldo Bellini       | kardinalelektor, påvekandidat      | Amerikansk kardinal med liberal ståndpunkt i linje med den nyss avlidne påven. Favorittippad i påvevalet. Löst baserad på Carlo Maria Martini. |
| Lucian Msamati      | Kardinal Joshua Adeyemi     | kardinalelektor, påvekandidat      | Nigeriansk kardinal med socialkonservativa åsikter. Populär och en av huvudkandidaterna i påvevalet.                                           |
| John Lithgow        | Kardinal Joseph Tremblay    | kardinalelektor, påvekandidat      | Kanadensisk kardinal, teologiskt placerad mellan liberala och konservativa positioner. En av huvudkandidaterna.                                |
| Sergio Castellitto  | Kardinal Goffredo Tedesco   | kardinalelektor, påvekandidat      | En italiensk traditionalist med starkt konservativa åsikter. En av huvudkandidaterna.                                                          |
| Carlos Diehz        | Kardinal Vincent Benitez    | kardinalelektor, påvekandidat      | Mexikansk ärkebiskop, som nyligen utsedd kardinal i hemlighet då han verkar under dödshot i Afghanistan.                                       |
| Isabella Rossellini | Syster Agnes                | påvlig tjänsteman                  | Den avlidne påvens husföreståndarinna och ansvarig för kardinalernas hushåll under konklaven.                                                  |
| Balkissa Maiga      | Syster Shanumi              | påvlig tjänsteman                  | Nigeriansk nunna, del av syster Agnes personal.                                                                                                |
| Brían F. O'Byrne    | Monsignore Raymond O'Malley | påvlig tjänsteman                  | Präst och researcher, kardinal Lawrences assistent.                                                                                            |
| Jacek Koman         | Ärkebiskop Janusz Woźniak   | påvlig tjänsteman                  | Prefekt för det påvliga hushållet, den avlidne påvens förtrogne.                                                                               |